# Bart Carlier (voetballer)
Anthonius Hubertus (Bart) Carlier (Venlo, 23 juni 1929 - Straatsburg, 4 mei 2017) was een Nederlands voetballer die voornamelijk in de jaren 50 en 60 als prof actief was in de Nederlandse, Duitse en Franse voetbalcompetities. Hij speelde vijf interlands voor het Nederlands Elftal en scoorde hierbij tweemaal. Carlier werd geboren in Venlo waar hij opgroeide in de volkswijk Leutherberg. Zijn familie – ouders, jongere zuster en oudere broer Willy die eveneens een getalenteerd voetballer was – zijn in de Tweede Wereldoorlog bij een bombardement van het militaire vliegveld Venlo-Herongen op 15 augustus 1944 om het leven gekomen.

## Clubcarrière
Bart was een linksbenige voetballer en heeft zijn hele loopbaan als linksbuiten gespeeld. Hij begon zijn carrière bij VVV waar hij op 17-jarige leeftijd in het eerste elftal debuteerde. In 1952 ging hij naar Duitsland waar hij in de Oberliga West ging spelen voor 1. FC Köln. Hij maakte er acht doelpunten in acht wedstrijden. Met Köln eindigde hij tweede in de competitie en nam hij vervolgens deel aan de eindronde voor het nationaal kampioenschap. Voor aanvang van het seizoen 1953-54 maakte hij samen met zijn trainer Helmut Schneider de overstap vanuit Keulen naar FK Pirmasens dat speelde in de Oberliga Südwest.
Na een jaar in de Pfalz te hebben gespeeld vertrok hij naar Frankrijk waar hij in de hoogste divisie voor RC Strasbourg uitkwam. Nadat in 1954 het profvoetbal in Nederland van start was gegaan, werd hij een jaar later aangetrokken door het ambitieuze Fortuna '54 van Gied Joosten uit Geleen. Hij speelde er drie seizoenen met andere topvoetballers zoals Frans de Munck, Cor van der Hart, Bram Appel en Jan Notermans. In die tijd was Fortuna de best betalende club van Nederland. In 1957 werd hij met Fortuna tweede in de competitie en behaalde hij met de club de KNVB beker. In deze periode maakte hij ook zijn debuut voor het Nederlands Elftal. In 1958 keerde hij terug naar Frankrijk en ging spelen voor AS Monaco dat een transfersom van 120.000 gulden voor hem betaalde. Met deze club behaalde hij zijn grootste successen; in 1960 werd de Franse beker gewonnen en in 1961 werd het landskampioenschap gevierd. In 1963 was het succes nog groter door het behalen van de dubbel, zowel de beker als het landskampioenschap werden binnengesleept. In 1964 keerde hij terug naar Fortuna '54 waar hij twee jaar later zijn voetbalcarrière afsloot. In deze laatste jaren voor Fortuna werd hij telkens overgevlogen vanuit zijn woonplaats Monaco om zijn wedstrijden in de Nederlandse competitie te spelen. Carlier bleef ook na zijn spelersloopbaan in Frankrijk wonen, waar hij in 2017 op 87-jarige leeftijd overleed.

### Profstatistieken
| Seizoen | Club          | Land      | Competitie       | Wed. | Goals |
| ------- | ------------- | --------- | ---------------- | ---- | ----- |
| 1952/53 | 1. FC Köln    | Duitsland | Oberliga West    | 8    | 8     |
| 1953/54 | FK Pirmasens  | Duitsland | Oberliga Südwest | 28   | 18    |
| 1954/55 | RC Strasbourg | Frankrijk | Ligue 1          | 29   | 11    |
| 1955/56 | Fortuna '54   | Nederland | Hoofdklasse A    | 30   | 13    |
| 1956/57 | Fortuna '54   | Nederland | Eredivisie       | 32   | 12    |
| 1957/58 | Fortuna '54   | Nederland | Eredivisie       | 31   | 5     |
| 1958/59 | AS Monaco     | Frankrijk | Ligue 1          | 32   | 6     |
| 1959/60 | AS Monaco     | Frankrijk | Ligue 1          | 35   | 5     |
| 1960/61 | AS Monaco     | Frankrijk | Ligue 1          | 33   | 8     |
| 1961/62 | AS Monaco     | Frankrijk | Ligue 1          | 22   | 9     |
| 1962/63 | AS Monaco     | Frankrijk | Ligue 1          | 18   | 5     |
| 1963/64 | AS Monaco     | Frankrijk | Ligue 1          | 28   | 3     |
| 1964/65 | Fortuna '54   | Nederland | Eredivisie       | 24   | 7     |
| 1965/66 | Fortuna '54   | Nederland | Eredivisie       | 24   | 4     |
| Totaal  | Totaal        | Totaal    | Totaal           | 384  | 114   |

## Nederlands Elftal
Carlier maakte op 26-jarige leeftijd zijn debuut voor het Nederlands Elftal op 6 november 1955 onder bondscoach Max Merkel tegen Noorwegen. In dit elftal stonden ook zijn clubgenoten Bram Appel, Frans de Munck en Cor van der Hart opgesteld. Zijn eerste doelpunt voor Oranje maakte hij in zijn tweede wedstrijd tegen België. Hij speelde in totaal vijf wedstrijden voor Oranje en scoorde tweemaal.

### Interlandstatistieken
| Interlands van Bart Carlier | Interlands van Bart Carlier | Interlands van Bart Carlier | Interlands van Bart Carlier | Interlands van Bart Carlier | Interlands van Bart Carlier |
| №                           | Datum                       | Wedstrijd                   | Uitslag                     | Competitie                  | Goals                       |
| Als speler van Fortuna '54  | Als speler van Fortuna '54  | Als speler van Fortuna '54  | Als speler van Fortuna '54  | Als speler van Fortuna '54  | Als speler van Fortuna '54  |
| --------------------------- | --------------------------- | --------------------------- | --------------------------- | --------------------------- | --------------------------- |
| 1                           | 6 november 1955             | Nederland – Noorwegen       | 3 – 0                       | Vriendschappelijk           | 0                           |
| 2                           | 28 april 1957               | Nederland – België          | 1 – 1                       | Vriendschappelijk           | 1                           |
| 3                           | 26 mei 1957                 | Oostenrijk – Nederland      | 3 – 2                       | WK-kwalificatie             | 0                           |
| 4                           | 25 september 1957           | Nederland – Oostenrijk      | 1 – 1                       | WK-kwalificatie             | 0                           |
| 5                           | 17 november 1957            | Nederland – België          | 5 – 2                       | Vriendschappelijk           | 1                           |